# Henri Herz
Henri Herz, właśc. Heinrich Herz (ur. 6 stycznia 1803 w Wiedniu, zm. 5 stycznia 1888 w Paryżu) – niemiecki pianista i kompozytor działający we Francji.

## Życiorys
Początkowo uczył się gry na fortepianie u swojego ojca oraz w Koblencji u Daniela Hüntena. Studiował w Konserwatorium Paryskim u Louisa-Barthélémy Pradhera (fortepian), Victora Dourlena (teoria) i Antona Reichy (kompozycja). Studia ukończył w 1818 roku z pierwszą nagrodą z fortepianu. Wpływ na jego grę wywarł Ignaz Moscheles. Cieszył się sławą jednego z największych XIX-wiecznych wirtuozów fortepianu. Dał liczne koncerty w Europie, w latach 1845–1851 koncertował na kontynencie amerykańskim. Od 1842 do 1874 roku prowadził klasę fortepianu w Konserwatorium Paryskim. W 1851 roku założył w Paryżu własną wytwórnię fortepianów. Jego instrumenty otrzymały I nagrodę na paryskiej wystawie światowej w 1855 roku. Odznaczony został Legią Honorową.
Skomponował 8 koncertów fortepianowych oraz ponad 200 utworów na fortepian solo o charakterze salonowym. Jego utwory reprezentują styl brillant. Wynalazł przyrząd do prowadzenia rąk w czasie gry, tzw. dactylion. Styl gry Herza opierał się na technice palcowej. Uważał fortepian za instrument mogący z powodzeniem zastąpić orkiestrę i środki wyrazu dzieła dramatycznego.